# Lillian Fuchs
Lillian Fuchs (New York, 18 november 1901 - Englewood, New Jersey, 5 oktober 1995) was een Amerikaans altvioliste, componiste en muziekpedagoge.

## Jeugd en opleiding
Lillian Fuchs stamde uit een muzikale, Joodse, familie in New York. Haar vader was violist, haar broers Joseph en Harry waren respectievelijk als violist en cellist actief.
Lillian kreeg aanvankelijk pianoles, maar studeerde daarna viool bij haar vader. Zij bleek zoveel talent te hebben dat zij les kon nemen aan het Institute of Musical Art in New York, tegenwoordig bekend als Juilliard School. Hier was haar docent Franz Kneisel, voormalig eerste violist van het Boston Symphony Orchestra en later primarius van het Kneisel Kwartet.
In 1924 studeerde zij cum laude af. Twee jaar later maakte zij, als violiste, haar concertdebuut in New York. Zij trouwde met Ludwig Stein, met wie zij twee dochters kreeg: Barbara en Carol, die respectievelijk celliste en violiste werden. Van haar vier kleinkinderen

## Uitvoerend musicus
Fuchs stapte al spoedig over naar de altviool, zeker in de jaren twintig nog een weinig gewaardeerd solo-instrument. Zij werd geprezen om haar mooie, warme toon en vanwege haar muzikale smaak. Die bracht haar naar weinig gespeeld altvioolrepertoire. Lillian Fuchs was de eerste altviolist(e) die de cellosuites van Johann Sebastian Bach op de altviool uitvoerde. Haar opnamen daarvan, gemaakt in de jaren vijftig, zijn nog steeds op cd verkrijgbaar. Daarnaast speelde zij veel twintigste-eeuwse muziek, waarvan sommige werken speciaal voor haar werden gecomponeerd. 
Samen met haar broers Joseph en Harry was zij een gewild kamermuziekvertolkster. Daarnaast speelde zij van 1925 tot 1945 met het door haar opgerichte Pérolé Quartet, terwijl zij gasteerde bij strijkkwartetten als het Budapest Kwartet en het Amadeus Kwartet. Ook werkte zij samen met het Nederlands Strijkkwartet van Jaap Schröder, Nap de Klijn, Paul Godwin en Carel van Leeuwen Boomkamp.
Zij trad regelmatig met orkest op, onder meer met the New York Philharmonic en het Casals Festival Orkest.
Componisten werden door haar geïnspireerd. Zo componeerde Bohuslav Martinů zijn Madrigalen voor viool en altviool (1947) na een concert door Joseph en Lillian Fuchs.
Lillian Fuchs bespeelde twee historische instrumenten. Zij had zowel een altviool gebouwd door Matteo Goffriller (1659–1742) als een van de hand van Gasparo da Salò (1540–1609). 

## Pedagoge
Al in de jaren twintig begon Lillian Fuchs met lesgeven. Maar pas in de jaren zestig ontplooide zij haar pedagogische activiteiten volledig. Aanvankelijk aan de Manhattan School of Music (1962-1991) en later aan de Juilliard School (1971-1993). Ook werd zij docente aan de Aspen Music Festival and School (1964-1990).  Samen met haar broer Joseph stichtte zij een eigen muziekschool, de Blue Hill Music School.
Tot haar leerlingen behoren Martha Strongin Katz, James Wendell Griffith, Geraldine Walther, Lawrence Dutton, Yizhak Schotten en Pinchas Zukerman, welke laatste mede door haar toedoen zowel viool als altviool ging spelen. Als kamermuziekpedagoge telde zij ook Isaac Stern tot haar leerlingen.

## Composities
Veel van Fuchs' composities zijn in eerste instantie bedoeld als studiemateriaal voor de altviool.
Zo ontstonden Twelve Caprices for Viola, Fifteen Characteristic Studies for Viola en Sixteen Fantasy Etudes. Deze werken behoren inmiddels tot het standaardmateriaal voor altvioolstudenten.
Minder als studiemateriaal ontstond een Sonate Pastorale voor altvioolsolo.
Fuchs volledige werk voor altvioolsolo werd door haar kleindochter Jeanne Mallow op cd opgenomen.

## Opnamen
Hoewel Lillian Fuchs veel plaatopnamen maakte, heeft de meerderheid daarvan het cd-tijdperk niet gehaald.
Naast de genoemde Bach-suites nam zij muziek op van Beethoven, Berlioz (Harold en Italie), Brahms, Debussy, Dvořák, Flackton, Martinů, de Menasce, Milhaud, Mozart, Roussel, Schubert, Thomson en Vaughan Williams.
Ook maakte zij een opname van haar eigen Sonate Pastorale.